# 사운드홀릭의 음반
이 문서는 사운드홀릭에서 발매한 음반 목록이다.

## 2000년대
- 2004년 3월 5일 김윤아 - 유리가면(琉璃假面)
- 2004년 10월 15일 자우림 - All You Need Is Love
- 2005년 9월 6일 커먼그라운드 - Old Fashioned
- 2005년 9월 30일 자우림 - 靑春禮讚 (청춘예찬)
- 2005년 12월 12일 커먼그라운드 - Christmas Carol
- 2006년 3월 23일 슈퍼 키드 - Super Kidd[1]
- 2006년 10월 20일 자우림 - Ashes To Ashes
- 2007년 7월 24일 슈퍼 키드 - Korea Happy Groove!!How Are U?
- 2007년 11월 13일 도트 - [Digital Single] Drive On Top
- 2008년 2월 22일 슈퍼 키드 - 거꾸로 하우스 OST[2]
- 2008년 5월 16일 슈퍼 키드 - Action Lover
- 2008년 6월 9일 자우림 - Ruby Sapphire Diamond
- 2008년 6월 19일 몽니 - [Digital Single] Monni：And,
- 2009년 2월 17일 커먼그라운드 - Fat Girl
- 2009년 2월 24일 커먼그라운드 - [Digital Single] Off The Hook
- 2009년 4월 16일 슈퍼 키드 - Thank You
- 2009년 6월 4일 슈퍼 키드 - Music Show
- 2009년 9월 30일 커먼그라운드 - [Digital Single] 말할걸 그랬지 (유영석 20주년 기념앨범 Part. 3)[3]
- 2009년 11월 17일 자우림 - Jaurim Best - A/W Collection
- 2009년 12월 22일 슈퍼 키드 - [Digital Single] 내 맘대로

## 2010년대
- 2010년 3월 3일 고고보이스 - Gogo Play The Music
- 2010년 4월 19일 자우림 - Jaurim SS Collection
- 2010년 4월 26일 김윤아 - 315360
- 2010년 6월 14일 몽니 - This Moment
- 2010년 9월 10일 슈퍼 키드 - 멋지다 슈퍼키드
- 2010년 10월 18일 고고보이스 - Disco In The Moonlight
- 2010년 11월 25일 도트 - Candid Breath
- 2010년 11월 30일 슈퍼 키드 - [Digital Single] 러브 유니버스
- 2010년 12월 10일 몽니 - [Digital Single] New Moment
- 2011년 3월 25일 몽니 - 단 한번의 여행
- 2011년 6월 1일 몽니 - 단 한번의 여행 (Special Edition)
- 2011년 6월 10일 고고보이스 - [Digital Single] I Like You
- 2011년 6월 23일 고고보이스 - [Digital Single] Hug Vol.2
- 2011년 8월 8일 백새은 - [Digital Single] 뿌듯한 하루
- 2011년 8월 18일 자우림 - 陰謀論 (음모론)
- 2011년 9월 8일 슈퍼 키드 - [Digital Single] `Tribute90` Part 4. `To Heaven`
- 2011년 9월 15일 백새은 - Words Of Consolation
- 2011년 10월 10일 정희주 - 오작교 형제들 OST Part.3
- 2011년 10월 12일 백새은 - [Digital Single] Pure Love Of The Great Birth - White[4]
- 2011년 11월 11일 몽니 - [Digital Single] Band Music
- 2012년 1월 26일 슈퍼 키드 - [Digital Single] Feel Good
- 2012년 3월 20일 몽니 - 소년이 어른이 되어
- 2012년 4월 4일 고고보이스 - [Digital Single] 2012 선거송 프로젝트 앨범 - 오늘은 집 밖으로 나와
- 2012년 4월 10일 고고보이스 - Jukebox
- 2012년 7월 26일 커먼그라운드 - [Digital Single] FunKastik James
- 2012년 10월 16일 전기뱀장어 - 최고의 연애
- 2012년 10월 30일 고고보이스 - [Digital Single] XXX
- 2012년 11월 30일 [Digital Single] Reboot
- 2013년 1월 16일 후후 - WHOwho
- 2013년 2월 6일 루비스타 - Invitation
- 2013년 3월 5일 바스커션 - Bus-King
- 2013년 3월 12일 고고보이스 - [Digital Single] 집단작곡 프로젝트:척한사람
- 2013년 4월 2일 커먼그라운드 - Shake It!
- 2013년 4월 23일 포스트 패닉 - Outer Space
- 2013년 6월 12일 몽니 - [Digital Single] 인생은 아름다워
- 2013년 6월 18일 슈퍼 키드 - [Digital Single] 사소한 남자
- 2013년 8월 2일 후후 - [Digital Single] Who
- 2013년 8월 14일 슈퍼 키드 - [Digital Single] 바라던 바다
- 2013년 8월 29일 슈퍼 키드 - 그녀의 신화 OST Part.1
- 2013년 9월 25일 정희주 - 그녀의 신화 OST Part.3
- 2013년 10월 14일 자우림 - Goodbye,Grief.
- 2013년 12월 5일 슈퍼 키드 - [Digital Single] 청첩장
- 2013년 12월 10일 로켓트리 - 기분이 좋아
- 2013년 12월 20일 레이디큐브 - Occupied
- 2014년 5월 30일 전기뱀장어 - 너의 의미
- 2014년 6월 25일 로켓트리 - [Digital Single] 1호
- 2014년 7월 16일 글랜체크 - Paint It Gold Remixes
- 2015년 4월 19일 김윤아 - 실종느와르 M OST
- 2015년 5월 18일 후후 - Oh Yeah
- 2015년 8월 6일 로켓트리 - [Digital Single] 2호
- 2015년 8월 13일 커먼그라운드 - [Digital Single] 온도차이 (Mo` Funk Remix)[5]
- 2015년 9월 10일 커먼그라운드 - [Digital Single] Happy Lady
- 2015년 11월 23일 전기뱀장어 - [Digital Single] 오리온자리
- 2015년 11월 25일 로켓트리 - 좋아해!
- 2015년 11월 27일 포스트 패닉 - [Digital Single] Tokyo
- 2015년 11월 30일 커먼그라운드 - [Digital Single] Just Perfection
- 2016년 4월 21일 바스커션 - B.D.M
- 2016년 4월 28일 루비스타 - [Digital Single] City Trip
- 2016년 5월 19일 전기뱀장어 - Fluke
- 2017년 2월 18일 전기뱀장어 - [Digital Single] 보리
- 2017년 9월 7일 노준용 - [Digital Single] Citylight
- 2017년 9월 13일 노준용 - [Digital Single] A Midsummer Night's Dream